# ترولی (مجموعه تلویزیونی)
ترولی (انگلیسی: Trolley؛‏ کره‌ای: 트롤리) مجموعه تلویزیونی محصول کره جنوبی در سال ۲۰۲۲ با بازی کیم هیون جو و پارک هی سون است. این مجموعه از ۱۹ دسامبر ۲۰۲۲ تا ۱۴ فوریه ۲۰۲۳، روزهای دوشنبه و سه‌شنبه ساعت ۲۲:۰۰ (کی‌اس‌تی) از اس‌بی‌اس پخش شد. ترولی همچنین برای استریم در نتفلیکس در مناطق منتخب قابل دسترسی است.

## بازیگران

### اصلی
- کیم هیون جو در نقش کیم هه جو[۶]/ کیم جه اون[۷]
  - جونگ یی جو در نقش جوانی کیم هه جو[۸]/ کیم جه اون[۷]
- پارک هی سون در نقش نام جونگ دو[۹]
  - کیم سو اوه در نقش جوانی نام جونگ دو[۱۰]
- کیم مو یول در نقش جانگ وو جه[۱۱]
- جونگ سو بین در نقش کیم سو بین[۳]

## تولید

### انتخاب بازیگران
بازیگر کیم سه رون در ابتدا برای ایفای نقش کیم سو بین تأیید شده بود، اما در ۱۹ مه ۲۰۲۲، پس از حادثه رانندگی در حال مستی، از این مجموعه کناره‌گیری کرد. در ۷ سپتامبر ۲۰۲۲ تأیید شد که جونگ سو بین نقش کیم سو بین را بازی خواهد کرد.

## انتشار
در ۷ سپتامبر ۲۰۲۲، تأیید شد که این مجموعه در دسامبر ۲۰۲۲ پخش می‌شود.